# Московский журнал (1991)
«Московский журнал» (параллельное заглавие для иностранных рынков — Moscow Magazine; подзаголовок — «История государства Российского») — советский и современный российский общественно-политический журнал, публикующий статьи о Москве на темы литературной жизни, истории, краеведения, архитектуры и т. д. Издаётся с июня 1990 года.

## Описание
Был учреждён Московским городским Советом народных депутатов. Журнал был организован на базе переставшего печататься в начале 1990-х годов издания Моссовета — журнала «Архитектура и строительство Москвы»; ряд тем был включён в новый журнал именно оттуда: путешествия по городу былого, существующего на старых почтовых карточках и фотографиях из собраний московских музеев; проблемные очерки и статьи о современной Москве; о новых проектах и градостроительных ошибках. Также было решено открыть религиозно-философский раздел.
Первый номер «Московского журнала» вышел в июне 1990 года.
В «Московском журнале» печатаются историко-краеведческие статьи о Москве, воспоминания, биографические очерки о людях, внёсших заметный вклад в развитие не только Москвы, но и России. Творческим девизом журнала был выбран: «В прошлом России — ключ к её будущему».
Свыше десяти лет (1991–2003) организовывались «Вторники „Московского журнала“», на которых читатели получали возможность лично познакомиться с авторами издания: литераторами, артистами, учёными, военными. На «Вторниках» играла музыка, читались стихи, показывались фильмы, велась дискуссия об истории России и её культуре. В разные годы мероприятие посещали народные артисты России Т. Петрова, В. Заманский, М. Ножкин, президент Российской академии архитектуры и строительных наук А. Кудрявцев, известные военные, литераторы.
Имелся опыт выпуска спецномеров журнала, посвященных какому-то конкретному региону или городу России; они создавались при сотрудничестве с местными властями, историками, краеведами, музейщиками, журналистами. География данных выпусков такова: Мордовия, Череповец, Кирово-Чепецк, Кузбасс, Сахалин, Королёв, Боровск и Борок. Кроме того, издавались тематические номера и крупные подборки материалов по темам: «Образование России: история и современность», «Медицина в России: история и современность», «К 300-летию Российского флота». Подготовка материалов сопровождалась выездами на места.
В настоящее время с «Московским журналом» сотрудничают историки, искусствоведы, филологи, архивисты, философы, краеведы, педагоги, юристы, медики. Кроме того, издание поддерживает связи с передовыми учреждениями науки и культуры: Институтом российской истории РАН, Российской академией архитектуры и строительных наук, Союзами писателей, архитекторов, художников России, Центральным домом работников искусств, обществом «Старая Москва», Всероссийским обществом охраны памятников истории и культуры, Институтом русского языка им. В. В. Виноградова РАН, Третьяковской галерей, Российской Государственной библиотекой.